# Guernea ezoensis
Guernea ezoensis is een vlokreeftensoort uit de familie van de Dexaminidae. De wetenschappelijke naam van de soort is voor het eerst geldig gepubliceerd in 1987 door Ishimaru.